# Aconeceras
Aconeceras – rodzaj amonitów.
Żył w okresie kredy (barrem – alb).